# Raúl Valencia
Raúl Valencia (Sevilla, 20 de marzo de 1976 - Jerez de la Frontera, 19 de octubre de 2012) fue un exfutbolista español que se desempeñaba como defensa. Valencia jugó en Xerez, Atlético Sanluqueño, San Fernando de Cádiz Mallorca B, Albacete, AD Ceuta y Girona.
Valencia murió el 19 de octubre de 2012 a causa de una esclerosis lateral amiotrófica.

## Clubes
| Club                | País   | Año       | Partidos | Goles |
| ------------------- | ------ | --------- | -------- | ----- |
| Atlético Sanluqueño | España | -1997     |          |       |
| Mallorca B          | España | 1997-2000 | 62       | 3     |
| Albacete            | España | 2000-2002 | 41       | 0     |
| AD Ceuta            | España | 2002-2003 | 25       | 0     |
| Girona              | España | 2003-2004 | 34       | 0     |